# Gumieniec
Gumieniec (kaszb.Gùmiéńc, niem. Gumenz) – wieś w Polsce, położona w województwie pomorskim, w powiecie bytowskim, w gminie Trzebielino.
Miejscowość jest siedzibą sołectwa Gumieniec, w którego skład wchodzą również Ciemnica, Kleszczewo i Radaczewo.
W latach 1954–1959 wieś należała i była siedzibą władz gromady Gumieniec, po jej zniesieniu w gromadzie Barcino. W latach 1975–1998 miejscowość administracyjnie należała do województwa słupskiego.
W Gumieńcu znajduje się: nieczynny przystanek kolejowy Gumieniec, gospodarstwo rybackie, sklep, kościół, dawna szkoła, ferma trzody chlewnej oraz fragment starego dworku. Przez Gumieniec przepływa rzeka Bystrzenica. Stacja kolejowa w Gumieńcu została wybudowana pod koniec XIX w. Po istniejącym torowisku jeździ drezyna. Po dawnym dworcu pozostały dwa budynki: budynek dawnego dworca oraz budynek, w którym mieszkali pracownicy kolei.

## Integralne części wsi
| SIMC    | Nazwa      | Rodzaj     |
| ------- | ---------- | ---------- |
| 0751692 | Ciemnica   | przysiółek |
| 0751700 | Kleszczewo | przysiółek |
| 0751717 | Radaczewo  | przysiółek |

## Historia
Szkoła w Gumieńcu została wybudowana w 1780. W 1813 do szkoły uczęszczało 26 uczniów, których uczył jeden nauczyciel. W 1937 do szkoły było zapisanych 116 uczniów, których uczyło 3 nauczycieli. W 1997 zakończono działalność szkoły i nauczanie dzieci przeniesiono do SP w Suchorzu.
Kościół w Gumieńcu został wybudowany w 1928. Pastor, który odprawiał tu nabożeństwa był wyznania ewangelickiego. Kościół pw. św. Jana Chrzciciela został poświęcony 24 czerwca 1946. Jest kościołem filialnym parafii św. Anny w Barcinie. Ks. Edward Korecki odprawił mszę dopiero w 1959. W 2010 został przeprowadzony remont dachu i ołtarza. Zostały zakupione nowe ławki i drzwi wejściowe.